# Henryk (książę Saksonii-Weißenfels-Barby)
Henryk (ur. 29 września 1657 w Gocie, zm. 16 lutego 1728 w Römhild)  – książę Saksonii-Weißenfels-Barby z dynastii Wettynów.
Syn Augusta i Anny z Mecklenburgi. 30 marca 1686 poślubił Elżbietę Anhalt-Dessau, córkę Jana Jerzego II i Henrietty Orańskiej-Nassau.

## Potomstwo
- Johann August (ur. 28 lipca 1687, zm. 22 stycznia 1688)
- Johann August II (ur. 24 lipca 1689, zm. 21 października 1689)
- bliźnięta męskie ur. martwe (ur.zm. 1690)
- Fryderyk Henryk (ur. 2 lipca 1692 w Dessau, zm. 21 listopada 1711)
- Jerzy Albrecht (1695-1739)
- Henriette Marie (ur. 1 marca 1697, zm. 10 sierpnia 1719)
- córka ur. martwa (ur.zm. 5 października 1706)[2][3]